# Wilhelm Taubert

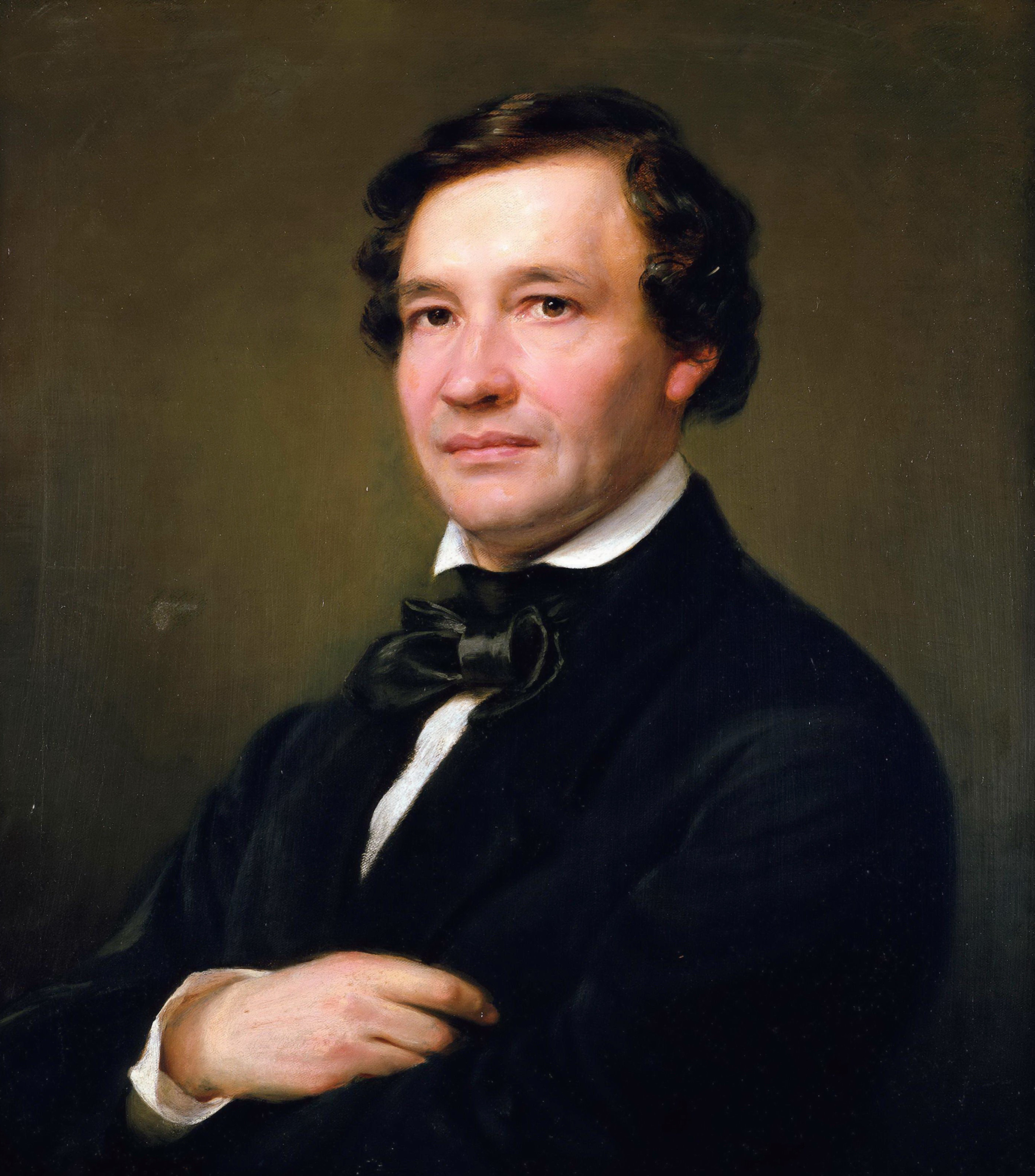
Wilhelm Taubert, porträtiert von Eduard Magnus, 1862

Carl Gottfried Wilhelm Taubert (* 23. März 1811 in Berlin; † 7. Januar 1891 in Berlin) war ein deutscher Pianist und Komponist.

## Leben
Taubert, Sohn des Geheimen Kanzleidieners Johann Wilhelm Taubert, studierte an der Friedrich-Wilhelms-Universität seiner Vaterstadt unter anderem Philosophie. Bereits während dieses Studiums wurde er Schüler der Komponisten Ludwig Berger und Bernhard Klein. Nach erfolgreichem Abschluss seines Studiums wirkte er bis 1831 meistenteils als Musiklehrer.
1838 widmete er Clara Wieck seine Konzertetüde La Campanella op. 41 Nr. 1, die die Pianistin allerdings nie öffentlich gespielt hat, obwohl sie als Tauberts bedeutendstes Klavierwerk gilt.
Bereits 1831 berief man ihn zum Dirigenten der Berliner Hofkonzerte; zehn Jahre später avancierte Taubert zum Musikdirektor der Königlichen Oper. In diesem Amt begründete er im Winter 1842/43 die „Symphonie-Soireen“, die die Hofkapelle unter seiner Leitung aufführten. Zwischen 1845 und Ende 1869 hatte er dieses Amt inne; ab 1849 gemeinsam mit Heinrich Dorn. Als Dirigent engagierte er sich auch für bedeutende Zeitgenossen: Am 13. Februar 1843 brachte er Robert Schumanns Sinfonie Nr. 1 B-Dur op. 38 zur Berliner Erstaufführung.
Trotz seiner Pensionierung 1870 arbeitete Taubert weiter mit den Hofmusikern und wurde 1875 zum Vorsitzenden der Musikalischen Sektion der Akademie der Künste; seit 1834 war er dort bereits Mitglied.
Taubert komponierte Opern und Sinfonien, Kantaten und Schauspielmusiken, Streichquartette und Klaviertrios, Klavier-, Violin- und Cellosonaten und über 300 Lieder, darunter zahlreiche Kinderlieder, wie etwa Schlaf in guter Ruh. Gerade in diesen Liedern war sein Erfolg begründet; dieser lag nicht nur in den vortragenden Sängerinnen (wie Amalie Joachim, Jenny Lind oder Johanna Wagner) begründet.

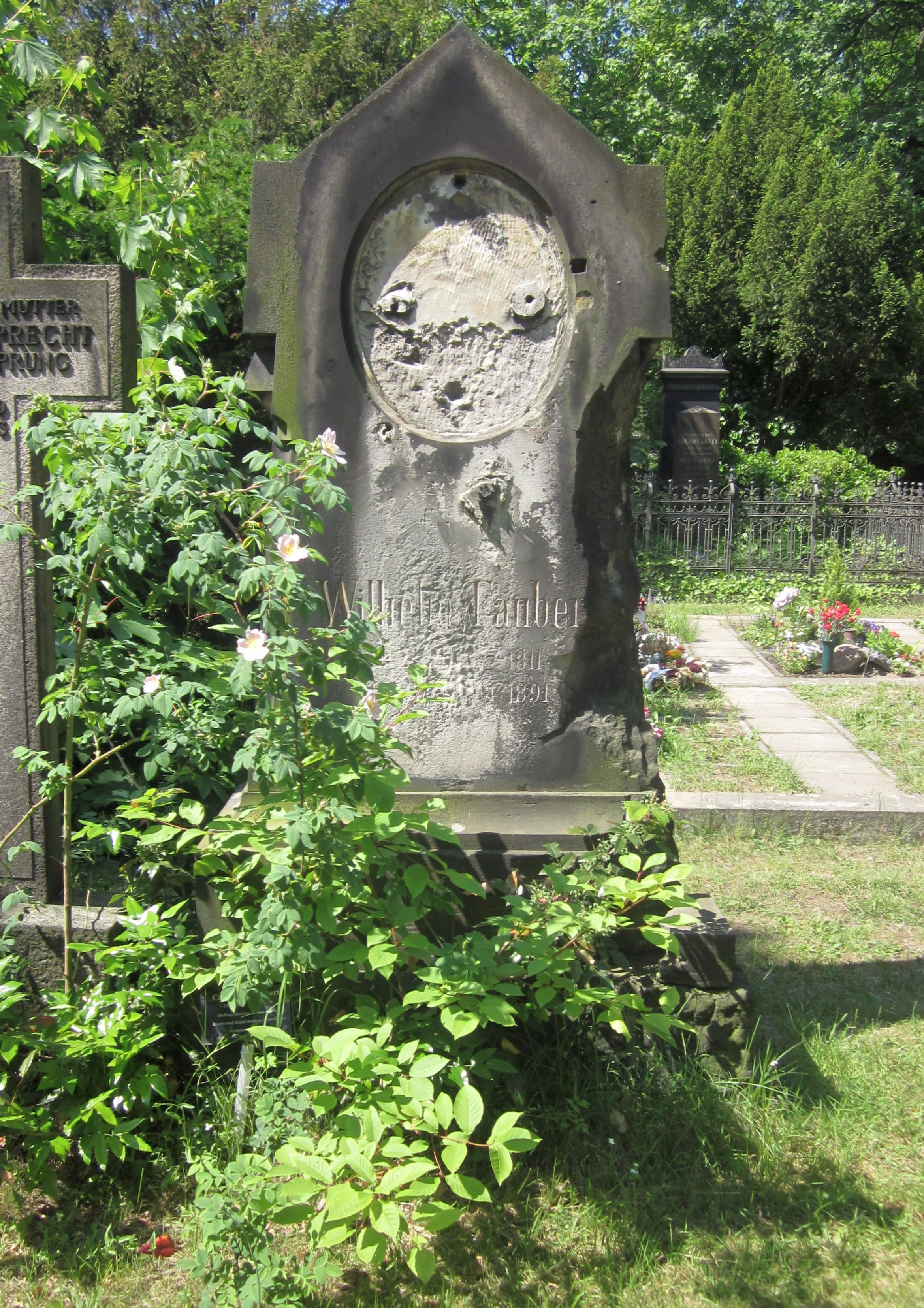
Das Grab von Wilhelm Taubert

Aufgrund seiner Verdienste um die Musik wurde ihm die Ehrenmitgliedschaft der Sing-Akademie zu Berlin verliehen. Ende 1889 gab Taubert alle seine Ämter zurück und zog sich ins Privatleben zurück.
Kurz vor seinem 80. Geburtstag starb Wilhelm Taubert Anfang 1891 in Berlin. Seine letzte Ruhestätte befindet sich auf dem Friedhof I der Gemeinde Jerusalems- und Neue Kirche an der Zossener Straße in Berlin-Kreuzberg (Abt. 3/1). Ein Porträtmedaillon an dem Grabstein ist verloren gegangen.

## Familie
Wilhelm Taubert heiratete in Berlin am 30. November 1834 Wilhelmine Schechner (* 1816? in München, † 14. September 1892 in Zehlendorf bei Berlin), eine jüngere Schwester der Sängerin Nanette Schechner-Waagen (1804–1860). Ein Sohn aus dieser Ehe war der Schriftsteller Emil Taubert (1844–1895).

## Werke (Auswahl)
- Die Kirmes, Oper, 1832
- Die Zigeuner, Oper, 1834
- Marquis und Dieb, 1842
- Joggeli, Oper
- Macbeth, Oper, 1857
- Caesario oder Was ihr wollt, Oper, 1874
- 1. Sinfonie in C-Dur op. 31 (1831)
- 2. Sinfonie in F-Dur op. 69 (1846)
- 3. Sinfonie in h-Moll op. 80 (1850)
- 4. Sinfonie in c-Moll op. 113 (1855)
- Klavierkonzerte Nr. 1 & 2 (E-Dur op. 18 & A-Dur op. 189) – Ersteinspielung 2010[4]